# Коустал Юніон
Коустал Юніон (англ. Coastal Union Football Club) — танзанійський футбольний клуб із Танга. Домашній стадіон «Мкваквані», який вміщує 10 000 вболівальників.

## Історія
Один з найстаріших клубів Танзанії заснований у 1948 році в портовому місті Танга. Також входить до числа найвідоміших та найпідтримуваніших клубів країни, разом з «Азамом», «Янг Афріканс», «Сімбою» та «Янгою». Команда відома під прізвиськом «Серце Танги» Протягом своєї історії жодного разу не вигравала національний чемпіонат, але в 1988 році стала переможцем континентальної першості чемпіонату Танзанії. 
Також двічі вигравав національний кубок, завдяки чому 2 рази виступав у континентальних турнірах, в якому так і не зумів подолати перший раунд.

## Досягнення
- Прем'єр-ліги
  -  Чемпіон (1): 1988 (контиенетальна першість)

- Кубок Танзанії
  -  Володар (2):  1980, 1988

- Кубок КЕСАФА
  -  Фіналіст (1): 1989

## Статистика виступів
| Сезон | Турнір                     | Раунд | Клуб         | Вдома | На виїзді | Загалом |
| ----- | -------------------------- | ----- | ------------ | ----- | --------- | ------- |
| 1981  | Кубок володарів кубків КАФ | 1     | Гор Майя     | т.п.1 | т.п.1     | т.п.1   |
| 1989  | Кубок володарів кубків КАФ | 1     | Кошта да Сул | 2-3   | 0-2       | 2-5     |

1- «Коустал Юніон» покинув турнір. 